# 佘铭鹏
佘铭鹏（1924年—2011年），男，广东珠海人，中国病理学家，曾任中国医学科学院基础医学研究所常务副所长、研究员。